# أوروسو
بلدية أوروسو (بالإسبانية: Oroso)‏، هي إحدى بلديات مقاطعة لا كرونيا إحدى مقاطعات إسبانيا، و التي تقع في منطقة جليقية شمال غرب إسبانيا.
يبلغ عدد سكانها 5.648 نسمة وفقاً لإحصائية سنة (2002).